# 达文士楼
达文士楼建于清光绪三十一年〔1905年〕，该建筑作为五大道上较早建设的住宅位于当时的天津英租界的马厂道（Race Course Road）（今天津市河西区马场道121号），东临法国罗曼风格的原天津工商学院主楼（现天津外国语学院）建筑群，西接欧洲象征主义风格的原中华民国政府海军总长刘冠雄故居（现天津财经大学分院办公楼）。为重点保护等级历史风貌建筑和天津市文物保护单位。现为居住用房，是一座具有典型的西班牙民居风格的建筑。

## 历史

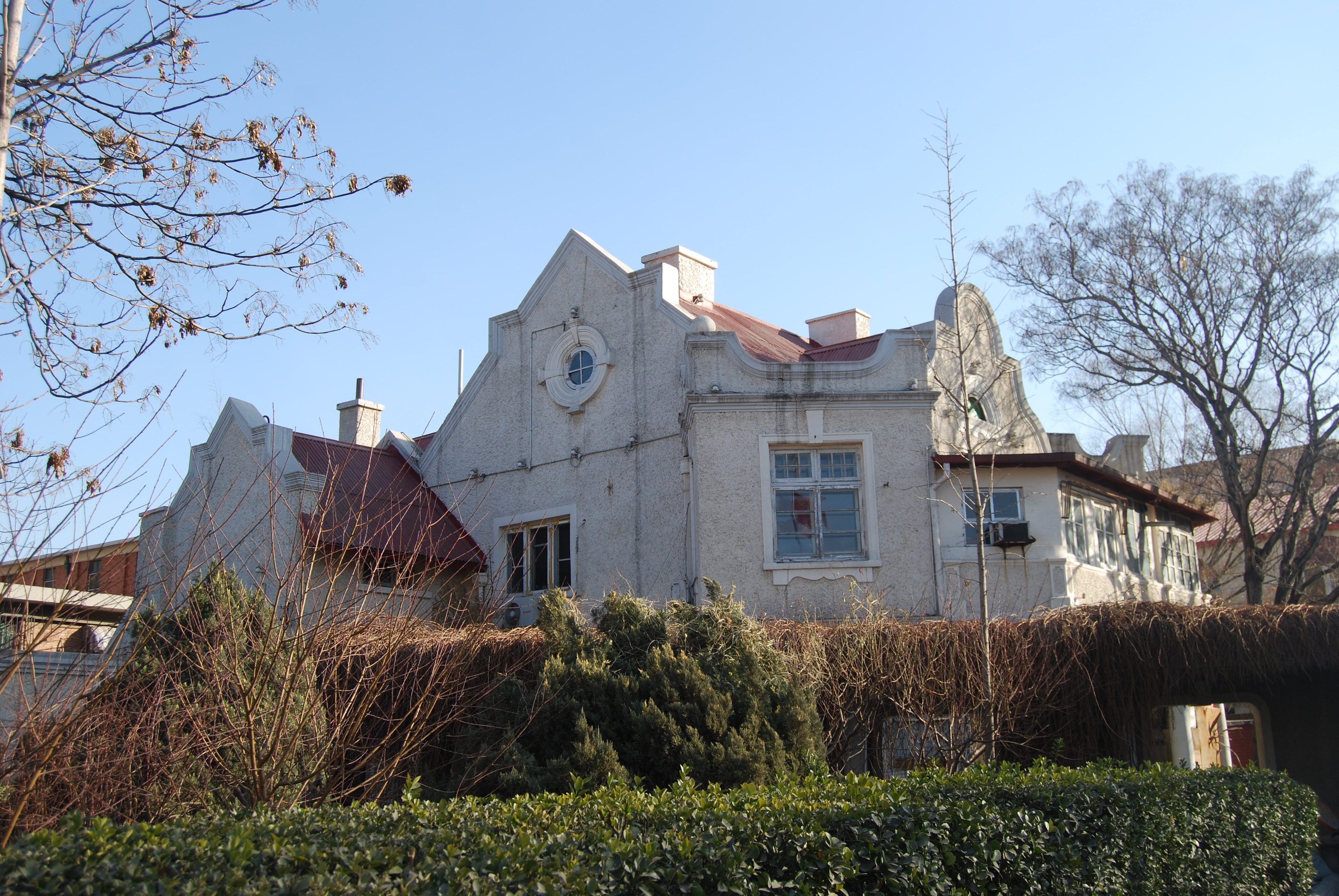
达文士楼

达文士楼始建于1905年，建筑地址最初名为清鸣台，庚子后为天津英租界和天津德租界推广地的交界地段。

### 建造者争议
目前，关于达文士楼的建造者，资料上有两种说法：
- 其中一种说法为：达文士楼由一位德国武官建造。由于建筑所在地为天津德租界的推广地，因此小楼建成后初期为德国武官及其眷属寓所。据说这位德国武官年轻时曾去过西班牙并对西班牙建筑情有独钟，因此他在建设初期并没有采纳传统的德式住宅，而是让设计师设计了一所西班牙风格的小楼。并在建筑四周设欧式花园，种植果树、海棠树、藤萝等植物，此外，在楼房南面还设有一个小型网球场。第一次世界大战结束后，这位德国军官和其眷属回国。[4]

- 另一种说法为：达文士楼由英商达文士建造。达文士全名为汤玛斯·达文士，其夫人名为汤玛斯·达文士，英国商人，20世纪初在天津从事皮毛进出口商贸业务。清光绪三十年（1904），达文士请一位英国设计师设计了这座小楼。据说达文士在青少年时代曾到过西班牙的海滨城市并对西班牙建筑情有独钟，因此小楼被设计成西班牙风格。

## 居民
1947年，达文士去世后，达文士太太居住在建筑二楼并出租一部分房子。20世纪40年代末，达文士太太返回英国。之后，二楼搬进一对俄罗斯牙医夫妻并在此开设一家小型牙医诊所。牙医去世后，其遗孀于1956年随儿子定居瑞士。此后的居民主要是一些教师和职员。目前，达文士楼有9户居民居住。

## 建筑风格
达文士楼占地面积1868平方米，建筑面积576平方米。为二层带阁楼花园式砖木结构建筑，红瓦棱铁坡顶，外墙为浅黄色水泥抹灰拉毛和砂浆疙瘩墙面。一、二楼之间装饰有水泥雨檐腰线，并点缀长方窗和圆窗。室内为椭圆拱券甬道结构，天花板设有灯光灰线。进楼大门为实木制做并雕刻有欧式花纹图案。其中，一楼为大客厅、饭厅、备餐室、厨房和厕所，大客厅面积达60多平方米，坐北朝南，阳面为半圆型，为多扇百页窗，厅内设有一个镜台式英式壁炉，上方为比利时出品的大玻璃镜子。二楼为卧室、书房和卫生间，地面铺有菲律宾人字细木地板并设有形状为落地式圆形双槽窗。另外，在壁炉上方、楼梯栏杆柱头处均有带两个变形的外文字母“T”和“F”的盾牌族徽，据说这是英国望族或日耳曼望族的标志。此外，在建筑东侧墙面上也装饰有这个族徽和“1905”的字样。